# Sphecapatoclea iranica
Sphecapatoclea iranica är en tvåvingeart som först beskrevs av Boris Borisovitsch Rohdendorf 1925.  Sphecapatoclea iranica ingår i släktet Sphecapatoclea och familjen köttflugor.
Artens utbredningsområde är Iran. Inga underarter finns listade i Catalogue of Life.